# La vinya vermella
La vinya vermella prop d'Arle és una pintura a l'oli realitzada per van Gogh a principis del mes de novembre de 1888, actualment exposada al Museu Puixkin de Moscou. Executada en una tela d'arpillera coneguda com a toile de 30, l'any 1890 s'exposà a l'exposició anual de Les XX, celebrada a Brussel·les, on Anna Boch —una pintora impressionista, membre de Les XX i col·leccionista d'art belga— l'adquirí per 400 francs de l'època. Així doncs, fou l'única obra que van Gogh vengué en vida.

## Descripció
Aquesta obra representa les vinyes de la zona rural prop d'Arle, probablement de Trébon, al nord de la població. Aquesta obra destaca pels colors emprats, sobretot per l'oposició de tons complementaris com el groc i el violeta, essent un precedent de la pintura fauvista.

## Història de l'obra
El 1906, Anna Boch vengué l'obra a la Galeria Bernheim de París per 10.000 francs, i aquell mateix any la peça fou adquirida per Sergei Shchukin, un empresari tèxtil i col·leccionista d'art —també propietari del Cafè de Nit— i formà part de la seva col·lecció a Moscou fins que aquesta fou nacionalitzada l'any 1918 per ordre de Vladímir Lenin, esdevenint el museu nacional de l'art occidental. Ara bé, Ióssif Stalin ordenà la clausura de l'equipament l'any 1948 i la col·lecció es fragmentà arbitràriament entre el Museu Puixkin de Belles Arts de Moscou i l'Hermitage de Sant Petersburg. La vinya vermella passà a formar part de la col·lecció del museu moscovita.